# Albert Einstein ATV
Albert Einstein ATV, četvrti Automated Transfer Vehicle lansiran s ciljem opskrbe Međunarodne svemirske postaje. Iz svemirskog centra u Francuskoj Gvajani lansiran je 5. lipnja 2013. noseći 6.590 kilograma goriva, zraka, vode i drugih potrepština. Na ISS je stigao 15. lipnja 16:07 CEST.